# Llista de topònims d'origen bascoide del Pallars Sobirà

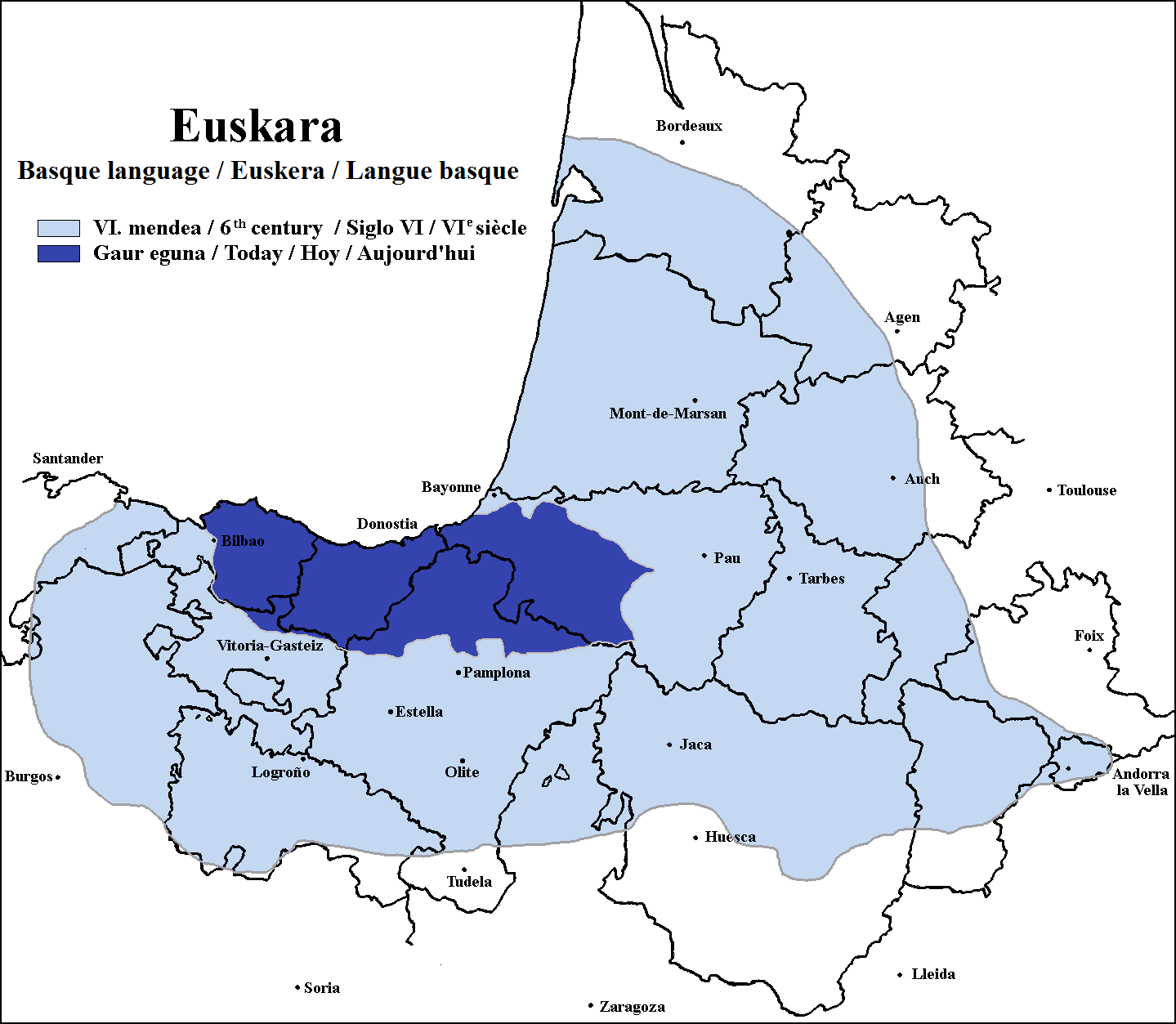
Mapa de la possible extensió del protobasc durant el segle VI i extensió actual

La toponímia bascoide als Pirineus és molt abundant i ha estat estudiada pel lingüista català Joan Coromines. La seva tesi, que ja havia estat formulada per Ramon d'Abadal, és que l'eusquera es parlava al Pallars Sobirà i altres comarques pirinenques de l'Alt Aragó i Gascunya fins prop de l'any 1000 dC, tot i que reduït a una llengua de pastors i muntanyencs, mentre les llengües romàniques ja dominaven les planes.

## El bilinguïsme vasco-romànic als Pirineus
Coromines pensava que la romanització de la Cerdanya devia haver estat antiga (segle v dC probablement), immediatament posterior a la d'Andorra i l'Alt Urgell. En canvi, apunta que les parles èuscares se sostingueren fins prop de l'any 1000 dC, al Pallars Sobirà i fins a Navarra, en especial al nord-oest de Jaca i a les valls altes del Pallars, ja que les llengües romàniques entraren primer a la zona central dels Pirineus aragonesos. Durant una llarga època de bilingüisme, les classes superiors parlaven romanç, mentre els pagesos i els pastors seguien fidels al basc durant generacions.
Els principals trets del primitiu romanç altpallarès, observables en la toponímia, són:
- Conservació d-o i -e finals.
- Caiguda de la -n- entre vocals (lo Solau)
- Conservació d'-n en posició final.
- El grup -ns- sempre s'ha reduït a -s-.
- El llatí ge, i ha conservat l'oclusió.
- El sufix -ariu- ha donat -ari, com en basc (Lamiari < Laminarium).
- La r- inicial pren una vocal protètica.
- La -s- antiga es pot mantenir sorda.
- Hi ha oclusives sordes intervocàliques sense sonorització.
- l- inicial sense palatalització.
- Els grups li o ni es conserven sense palatalització (Saliente ~ Sallent).
- Grup -nd- no reduït.
- No diftongació de o o breus davant una consonant palatal.
- Vacil·lacions en la posició de l'accent.
- Substitució de p- per f-, etc.[1]

## Topònims d'origen èuscar del Pallars Sobirà, segons Coromines
- Aixeus (Àreu). Basc: * Exo-ibi 'aigües d'Eixo (Monteixo).[2] Més versemblant eixe-be, passant a eixe-(u)e i pèrdua de la e final, 'sota la casa, sota la cabana'.
- Alendo (Farrera. Basc: * Ilin-bide= Ilinb(i)de 'el camí de la farina'[3]
- Alins. Basc: * Ilin-tze '(el lloc) abundant en farina'.[4]
- Alós. La primera part al- es vincularia al basc alha 'pastura' o ale 'aliment, pasturatge'. La segona part seria un sufix que es troba a topònims com Aós, Anyós. Berrós, Casós o Gramós, potser partint d'una base -utz.[5]
- Anàs. Coromines hi veu la suma de dues arrels èuscares: an 'gran' i atze 'bedoll', tot i que també podria haver-hi intervingut l'arrel antz (cabra). Preferiblement, però es decanta per la interpretació 'el del gran bedoll'.[6]
- Àneu. Basc: ana-be (la partícula -be 'sota de' i la primera part en discussió).[7]
- Araós. Basc: ara-ontze o ara-otz. El primer element podria ser 'camp, pla', o potser un derivat del llatí ARENA basc: are o hare[8]
- Arate (Alins). Basc: Ara-ti 'abundant en planes'.[9]
- Arcalís. Basc: erk-aritze 'lloc d'arbusts'.[10]
- Areste (Àreu). Basc: Are(i)s-ti" 'bosc, lloc ple d'arbres, roureda'.[11]
- Arestui (Llavorsí). Basc: aritz-toi. Aritz 'roure, arbre' i el sufix col·lectivitzador -toi 'arbreda, lloc d'arbres abundants'.[6]
- Àreu. Basc: "Are-be" 'sota l'areny'.
- Àrreu (Isil). Basc: "arre-be.[12]
- Arrós (Esterri de Cardós). Basc: arro 'aspre, agrest, barranc'.[13]
- Àssua (Rialp). Basc: asua 'gavarrera'.[14] Però també podria ser basc: arsua 'lloc pedregós'. Format per arri 'pedra', sufix augmentatiu -tsu i l'article -a.
- Aurati. Basc: ur-ate 'portell de l'aigua' o ur-arte, amb arte 'alzina'.[15]
- Auressi (Llavorsí). Basc: ur-esi 'cobertura de l'aigua.[16]
- Aurós. Segons Coromines, Aurós és un dels molts topònims pirinencs d'origen basc. Està format per dos ètims: ur 'aigua' i otz 'fred', amb reforç vocàlic inicial. De tota manera, el mateix Coromines presenta la possibilitat que en lloc d'otz el sufix fos ja l'adjectivitzador -ós, també molt freqüent a la toponímia pirinenca. Així, la interpretació del topònim tant podria ser 'aigua freda' com 'abundant d'aigües'.
- Ausinsi (Lladorre). Basc: osín-tze col·lectiu d'osín.[11]
- Baborte. Basc: behor-ti (amb behor 'egua' i el sufix -ti amb funció locativa o col·lectiva, per tant 'lloc de les eugassades'.[17]
- Baén (Baix Pallars).Per a Coromines es tracta d'un bage-nn 'vessants elevats poc fèrtils'.[6]
- Baiasca (Llavorsí). Segons Coromines, és un topònim clarament preromà, iberobasc, però no n'aclareix els significats. Només afirma que -asca és un component freqüent en la toponímia pirinenca de la mateixa procedència.[6]
- Baleran, Pic de. Coromines proposa basc: bela-aran 'vall dels corbs'.[18]
- Balestui (Peramea). Coromines no té dubtes sobre el caràcter bascoide del sufix -úi (Bretui, Sellui, Mencui), i més si el sufix fos -tui (basc: -toi, -doi). La primera part presenta més dificultats. Basc: beresi 'bosquet, roure petit', beratz 'herbassar' o baratz 'hort'.[19]
- Baro (Soriguera). Coromines associa Baro amb Bar i Barguja. Es tracta, en tots aquests casos, d'una arrel iberobasca, que dona en basc actual ibar 'vall'.
- Basiero (Espot). Basc: basa 'precipici, penya-segat'.[14]
- Benante (Esterri de Cardós). Basc: ben 'tija, tronc' + basc antic: anti 'gran'.[20]
- Beranui, Berani i Bernui. Coromines veu la possibilitat d'un basc * berana procedent de bera 'bla, moll, tou' amb el sufix -ui.[21]
- Berrós i Barraonse, bosc de (Jou). Basc: bero-untze 'lloc d'esbarzers'.[22]
- Besan. Basc: baso-andi 'el bosc (o el penya-segat) de dalt'.[23]
- La Bescarga (Farrera). Basc: biskar-ga 'sense pics, sense turons'.[24]
- Bisorre (Isil). Basc. besa-uri 'poble del penya-segat'.[25]
- Biuse (Llavorsí). Basc: bi 'dos', -sue sufix present a Dorve (prob. do-sue i Caregue (prob. kari-sue).[26]
- Biscarbó. Segons Coromines l'o'rigen de Biscarbó es troba en el mot basc bizkargune 'pujol, alçada', compost de bizkar 'cim, turó i gune 'lloc, paratge'.[6]
- Boabi. Basc: boga-be 'en el llindar, en el límit'.[27]
- Boldís. Forma antiga Buslís (839). Coromines explora diferents possibilitats a partir de l'èuscar: bos- (radical que veu a Bosia i Buseu), i la terminació -lis.[28]
- Borén (Sorpe). Basc: buru-inte 'el viarany, el camí, del cap'.[29]
- Borte, Borts (Tor), (Alins). Basc: buru-ti 'al cap, a dalt de tot'.[30]
- Bretui (Montcortès de Pallars). Basc: buru-toi 'els caps'.[31]
- Broate. Basc: buru-ate 'porta de dalt, pas de dalt'.
- Buixasse (Unarre). Basc: busti-aitzin '(camps) davant l'aiguamoll.[32]
- Burg (Farrera) i Burgo (Unarre). Basc: burkhi o urki 'bedoll'.[33]
- Burgal (Escaló). Basc: burkhi-alde 'vessant cobert de bedolls'.[34]
- Buseu (Baén). Basc: ibos-itze.[35] ibo és un nom de riu i d'aigua.
- Calberante (Unarre). Compost híbrid entre el llatí CALVARIA 'ermàs' i el basc -andi o -anti 'gran'.[36]
- Camparan (Llavorre). Compost híbrid entre el llatí CAMP(OS) 'camps' i el basc aran 'vall'.[37]
- Cansuberri (Àreu). Basc: kartze-be-erri 'lloc de sota el pedregar'.[38]
- Caregue (Rialp). Per Coromines Caregue, documentat com a Caresgue en documents antics, ve d'un karisue, amb el component ker (roca), i el sufix -sue, amb u consonàntica, que es converteix en consonant velar, -esgue.[39]
- Cassibrós. Basc: kartze buruz 'de cara al pedregar'.[40]
- Cerbi (Unarre). Basc: açenari-be 'lloc freqüentat de les guineus'.[41]
- Certascan. Basc:çarta 'brancam' i azkan 'final, fi'.[24]
- Dorve. Coromines creu que clar sols hi ha que és un nom preromà, probablement de la branca iberobasca i amb caràcter bascoide versemblant. Estudia 5 opcions, entre elles un basc * edo-sue.[42]
- Eixe, Pala d'. Basc: etxe 'cabana, casa', en la seva forma oriental eixe.[43]
- Embonui. Probablement derivat en -ui d'un nom personal bascoaquità Seniponnis.[44]
- Enseu (Gerri). Basc: antzu-itze 'cabra, ovella o animal estèril' i el sufix -itze.
- Esterri d'Àneu, Esterri de Cardós, Estaís, Estovarres. Basc: esto 'tanca, clos'.[45] Esto-erri 'el lloc de la tanca, del clos'.
- Escarbonate (Isil). Potser un basc: ezkau-on-arte, on ez-cau 'sense tenebres, claror, terres solelles', on 'bo' i -arte 'entre'.[46]
- Escart (Escaló). Basc: aska 'cavitat, fossa, solc, pastera' amb la postposició basca -art(e) 'entre' és a dir 'entre clotades'.[46]
- Escàs (Surp).. Basc comú: aska 'vall o fossat'.[47]
- Escasse (Isil). Basc: askazi 'llavor, parentiu, família'.[14]
- Escós (Estac). Probablement ask(a)-otz 'el clot fred, la coma freda'.[48]
- Espot. Basc: ez-potu 'no junts, separats'.[49] En referència als dos nuclis de cases separats pel riu Escrita.
- Gavàs' (La Guingueta d'Àneu). Format a partir de l'arrel gabe 'pobre, privat de, amb el sufix adjectivador -az.
- Gerri. Basc: agirr- agerr- 'manifest, obert, palès, exposat al vent'.[50]
- Isavarre (Alt Àneu). Coromines tot i no explicar la primera part del mot, relaciona -varre amb basc: -barren 'lloc de més avall'.[51] A l'Onomasticon sí que avança més en l'anàlisi del radical i el lliga a Isil i semblants 'aigües d'avall'.
- Isil. (Alt Àneu). Basc: is- 'lloc aigualós i humit'.[52]
- Ison (Lladorre). Basc: isun 'ban, multa, terme pastoral'.[53]
- Lats (Alós d'Isil). Basc: lats 'corrent'.[54]
- Larén (Senterada), Llarvén (Enviny) i Lertamon (Lladorre). Noms preromans i probablement d'arrel bascoide. Coromines contempla diverses possibilitats: leher que du a ler nom basc del 'pi' (Le(h)aria i Legarreta a Roncesvalles). Leer amb el col·lectiu -tu i -ondo 'fons, soca, lloc de fonament': lertuondo. Abans explora un lerta i learta, amb lerta-mendi i lerta-ondo.[55]
- Lièrs (Alòs d'Isil). Basc: liçardi, derivat col·lectiu de liçar/leiçar 'freixe', suposant li(ç)erd(i) 'freixeneda', d'una variant liçer.[56]
- Lladorre. Basc: lut- i lit- 'lloc pregon, fons' i lita/luta 'despreniment de terres, esbaldrec', amb el sufix -orr.[57]
- Llavorre (Unarre). Pot ser basc: leor- o legor- 'sec'.[58]
- Llesui. Basc: leçoi 'fossat' i també 'tancat, tanca', d'un leçe o leize 'cova, caverna, avenc, precipici, gorja' i també 'vall o fossat'.[59]
- Llorre i Llurri. Basc: lorr/lurr 'terra o terrall'.[60]
- Llort (Espot). Basc: le(g)or 'sec'.[58]
- Mentui i Mencui. Basc: mendi-oi 'el poble de muntanya' i mendi-goi 'el de dalt de les muntanyes'.[61]
- Monteixo (Àreu). Adaptació romànica del basc mendi-eixe ' la cabana, la casa, de la muntanya'.[43]
- Montenartró. (Llavorsí). Basc: mendino-artone 'el pujol dels arços'.[62]
- Nebui. Coromines pensa amb un basc anabi-oi, amb el sufix -oi i el nom originari de la Vall d'Àneu anabis.[63]
- Niarte, Naorte i Nibrós. Coromines hi veu un basc: anabi-arte, per a Niarte, la variant anabi-aurte per Naorte, 'entremig d'avajoneres' o 'entre dos ports que van a Àneu" i anabi-buruz per Nibrós, 'de cap a Àneu'.[64]
- Norís. Basc: andor-is. Amb una arrel comuna andor- a Andorra i Núria.
- Olp (Enviny). Basc: olo-be, olo 'petit edifici rústic', inseparable de o(h)ol 'una post, un tauló' i -be 'dessota de'.[65]
- Ose (Àreu). Basc: osín 'pous, remolins, abisme'.[27]
- Rabarte. Basc: arreb-arte 'entre les dues pariones, o germanes; pla entre muntanyes'.[66]
- Roní (Rialb). Basc:erro-noi. Coromines esmenta erroi 'corb major' i arro 'barranc'.[67]
- Salisarre (Arcalís). Basc: sali-çare, de çare 'pleta, jaça'.[68] També podria ser un compost de salha 'casa, palau, heretat' i zahar 'vell', amb el significat de 'la casa vella'.
- Sallerte (Àrreu). Basc: çare-arte, contret a çarerte o çalierte 'entre pletes', de çare 'pleta, jaça de pastors'.[69]
- Samurri (Escart). Prob. basc: sama-uri 'el poble de la collada'.[70]
- Sarnui (Peramea). Basc: sarra/sarna 'escòria, graveta, pedruscall', 'serradures', 'granellada o granissons, de la sarna, de l'herpes, de la caspa', combinada amb el sufix -oi.[71]
- Sarrado, Font de (Estac). Basc: sarra/sarna 'escòria, graveta, pedruscall', 'serradures', 'granellada o granissons, de la sarna, de l'herpes, de la caspa'.[71]
- Saürtes (Norís). Segons Coromines podria tenir la mateixa explicació que Sort: zubi-iri-ti 'el pont de la vila'.[72]
- Sé (Esterri de Cardós) i Sea (Peramea). Prob. d'un pre-romà KEIA 'avenc, sitja'.[73]
- Sellui (Baix Pallars). Podria venir d'un basc çulo 'forat' amb el sufic col·lectiu -oi 'lloc amb molts de forats'.[74]
- Senegai i Seneplau (Alós). Possible basc çain (zai, zain) 'vigilant, guardià, pastor' i -gain 'superficie' i pla(n)u 'altiplà, plana'.
- Siarp (Soriguera), Serbaós, Serbàs (Gerri). Basc: açenari o açeari 'guineu', sumat amb bi, contracció de bide 'camí'.[75]
- Siuse (Isil). Mot que conté la terminació bascoide -sue (Veure: Biuse, Dorve, Caregue). El radical no es veu gaire.[76]
- Solati (Saurí). El segon component deu contenir el basc ate 'porta, portell, port'.[77]
- So, Coll de (Farrera). Vist la forma antiga Sor sembla venir de çur 'fusta, llenya, bosc'.
- Son. Sembla venir del basc isun 'multa', terme pastoral per compensar les transgressions en les pastures.[78]
- Pla de Sorguen (Àreu) 'Pla de les bruixes'. Basc: sorguin 'bruixa'.[27]
- Sorre. Segons Coromines, de la mateixa manera que Surri i Sorpe, prové de l'etim basc çur (o zur) 'fusta', amb el sufix locatiu -be, que passa a -pe i posteriorment a -re, que significa 'sota de'. Per tant, Sorpe seria 'sota la fusta, sota el bosc'.
- Sorpe, Sorre (Altron), Surp, Surri (Ribera de Cardós). L'element -pe o -be 'sota de' és a Sorpe i Surp. El radical podria ser çur (o zur) 'fusta, llenya', amb una possible forma çurr(a).[79]
- Sort. Basc: zubi-iri-ti 'la vila del pont', que Coromines relaciona amb l'etimologia de Pont de Suert.[80]
- Subenuix (Espot). Basc: çubi-n-oi.
- Surri (Vall de Cardós). Basc: çur (o zur) 'fusta', amb el sufix locatiu -be, que passa a -pe i posteriorment a -re, que significa 'sota de'. Per tant, Surri seria 'sota la fusta, sota el bosc', fent referència als immensos boscos sota dels quals es troba el poble.[81]
- Tàreu (Unarre). Coromines hi veu un dels noms formats amb la postposició basca -be 'sota de'. Com que la T- no era una inicial èuscara pensa que no surti de Ata- 'porta, portell, pas'. Podria ser at-harri-be 'sota la roca de la portella o del port'.[82]
- Tor. Segons Coromines es tracta d'un ètim iberobasc amb una sola erra, com indica el gentilici toredà. El significat que li atribueix té a veure amb la paraula turó. També podria ser una forma apocopada de TURRIS 'torre'.[83]
- Torredo (Ainet de Besan). Podria venir del basc iturri 'font'.[84]
- Unarre (la Guingueta d'Àneu). Basc: ur-arre = u(n)arre 'torrent'.[85]
- Urdossa (Montesclado). Basc: urde 'porc'.[86]
- Useu. Basc: us-itze. Coromines hi veu una arrel protobasca de caràcter teonímic, tot i que també esmenta l'arrel us- aus- 'ventisca, borrasca'.[87]
- Tavascan. Basc: atab(e)-azkan 'final o acabament del peu de port'.[88]
- Virós (Alins). Coromines no va més enllà de l'afiliació preromana, probablement iberobasca, del topònim. Podria estar relacionat amb berri (nou) - otz (sufix de significat incert freqüent en topònims pirinencs), o amb ibi (ribera) - iri (poble) - otz.[89]

## Altres topònims pallaresos d'aparença basca
- Airoto
- Amadrils
- Angaraldo
- Anseu (Gerri)
- Arati
- Roca de les Areses
- Arides, Erides
- Arnis
- Prat d'Artegui
- Arts
- Astac
- Astou (Gerri)
- Auló
- Auressi
- Barranc de Baiarca
- Bassi
- Birganyà
- Bogarri
- Bonosé
- Borgs
- Borts
- Canals de Bramari
- Bressui
- Buiro
- Burgó
- Cenxite
- Cocassobé
- Consuberri
- Serra d'Erta
- Espós
- Estobarres
- Fiteri
- Gueron
- Pont de Gulleri
- Costa Jandralet
- Jantorre
- Juberri
- Lari
- Lieres
- Lluri
- Mamorta
- Marte
- Moriri
- Planes de Noirme
- Nyiri
- Orader
- Ornalls
- Orteu
- Ortoïls
- Ortoran
- Punturri
- Saburo
- Salibarri
- Salosi
- Saurí
- Pont de Suar
- Saganya
- Sall
- Serrat de la Sien
- Sumarrada
- Tobarres
- Bony de Tolongo[90]
- Torena
- Tramartes[91]
- Xivirro.[92]